# 南都留郡

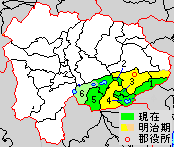
山梨県南都留郡の範囲（1.道志村 2.西桂町 3.忍野村 4.山中湖村 5.鳴沢村 6.富士河口湖町 薄緑：後に他郡から編入した区域）

南都留郡（みなみつるぐん）は、山梨県の郡。
人口48,862人、面積420.98km²、人口密度116人/km²。（2025年2月1日、推計人口）
以下の2町4村を含む。
- 道志村（どうしむら）
- 西桂町（にしかつらちょう）
- 忍野村（おしのむら）
- 山中湖村（やまなかこむら）
- 鳴沢村（なるさわむら）
- 富士河口湖町（ふじかわぐちこまち）

## 郡域
1878年（明治11年）に発足した当時の郡域は、富士河口湖町の一部（西湖、精進、本栖、富士ヶ嶺）を除く上記2町4村に、富士吉田市・都留市および上野原市の一部（秋山）を加えた地域である。

### 隣接していた郡
行政区画として発足した当時に隣接していた郡は以下の通り。
- 神奈川県 ： 津久井郡、足柄上郡
- 山梨県 : 北都留郡、東八代郡、西八代郡
- 静岡県：富士郡、駿東郡

## 歴史

### 郡発足までの沿革
- 明治初年時点では、全域を石和代官所が管轄していた。「旧高旧領取調帳」に記載されている、都留郡のうち後の当郡域の明治初年時点に存在した村は以下の通り。●は村内に寺社領が、○は寺社除地[1]が存在。（53村）

○上谷村、○下谷村、田野倉村、○古川渡村、井倉村、○小形山村、川茂村、○四日市場村、川棚村、薄原村、○平栗村、加畑村、○金井村、○大幡村、○中津森村、小野村、玉川村、○法能村、戸沢村、与縄村、朝日曽雌村、道志村、秋山村、菅野熊井戸村、○上暮地村、○下暮地村、倉見村、○小沼村、鹿留村、○夏狩村、十日市場村、境村、○船津村、○川口村、大嵐村、○大石村、浅川村、○勝山村、小立村、成沢村、○長浜村、小明見村、○大明見村、山中村、○新倉村、●○下吉田村、内野村、○忍草村、○上吉田村、平野村、新屋村、松山村、朝日馬場村
- 慶応4年
  - 9月4日（1868年10月19日） - 石和県の管轄となる。
  - 10月28日（1868年12月11日） - 甲斐府の管轄となる。
- 明治2年7月20日（1869年8月27日） - 甲斐府が甲府県に改称。
- 明治3年11月20日（1871年1月10日） - 甲府県が山梨県に改称。
- 明治8年（1875年） - 下記の町村の統合が行われる。カッコ内は統合時期。（21村）
  - 谷村 ← 上谷村、下谷村（1月）
  - 宝村 ← 川棚村、厚原村、平栗村、加畑村、金井村、中津森村、大幡村（1月）
  - 禾生村 ← 四日市場村、古川渡村、川茂村、小形山村、田野倉村、井倉村（1月19日）
  - 三吉村 ← 玉川村、法能村、戸沢村（9月）
  - 開地村 ← 小野村、菅野熊井戸村（9月）
  - 盛里村 ← 与縄村、朝日馬場村、朝日曽雌村（9月）
  - 桂村 ← 十日市場村、夏狩村、鹿留村、境村、倉見村、小沼村、下暮地村、上暮地村（1月）
  - 瑞穂村 ← 下吉田村、新倉村（1月9日）
  - 明見村 ← 小明見村、大明見村（1月9日）
  - 忍野村 ← 忍草村、内野村（4月）
  - 中野村 ← 山中村、平野村（1月）
  - 福地村 ← 上吉田村、新屋村、松山村（1月9日）
  - 河口村 ← 川口村、浅川村（6月30日）
  - 大富村 ← 船津村、小立村（6月30日）

### 郡発足後の沿革
- 明治11年（1878年）12月19日 - 郡区町村編制法の山梨県での施行により、都留郡のうち21村の区域をもって南都留郡が発足。郡役所を谷村に設置。

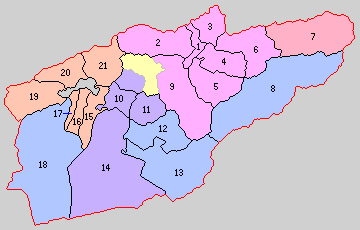
1.谷村 2.宝村 3.禾生村 4.三吉村 5.開地村 6.盛里村 7.秋山村 8.道志村 9.桂村 10.瑞穂村 11.明見村 12.忍野村 13.中野村 14.福地村 15.船津村 16.小立村 17.勝山村 18.鳴沢村 19.西湖村 20.大石村 21.河口村（紫：富士吉田市 桃：都留市 赤：上野原市 橙：富士河口湖町 黄：西桂町 青：合併なし）

- 明治22年（1889年）7月1日 - 町村制の施行により、以下の町村が発足。［ ］は改めて再編された町村。（21村）
  - 谷村、宝村、禾生村、三吉村、開地村、盛里村（現・都留市）
  - 秋山村（現・上野原市）
  - 道志村（現存）
  - 桂村（現・都留市、富士吉田市、西桂町）
  - 瑞穂村、明見村（現・富士吉田市）
  - 忍野村（現存）
  - 中野村（現・山中湖村）
  - 福地村（現・富士吉田市）
  - 船津村［大富村のうち船津、河口村のうち浅川］、小立村［大富村のうち小立］、勝山村（現・富士河口湖町）
  - 鳴沢村［成沢村・大嵐村］（現存）
  - 西湖村［長浜村・西八代郡西湖村］、大石村、河口村［河口村のうち川口］（現・富士河口湖町）
- 明治24年（1891年）8月1日 - 郡制を施行。
- 明治25年（1892年）4月1日 - 西湖村の一部（長浜）が分立して長浜村が発足。（22村）
- 明治26年（1893年）6月3日 - 桂村の一部（十日市場・夏狩・鹿留・境）に東桂村が、残部（倉見・小沼・下暮地・上暮地）に西桂村がそれぞれ発足。（23村）
- 明治29年（1896年）3月7日 - 谷村が町制施行して谷村町となる。（1町22村）
- 明治32年（1899年）5月17日 - 鳴沢村の一部（大嵐）が分立して大嵐村が発足。（1町23村）
- 大正12年（1923年）3月31日 - 郡会が廃止。郡役所は存続。
- 大正15年（1926年）6月30日 - 郡役所が廃止。以降は地域区分名称となる。
- 昭和14年（1939年）8月1日 - 瑞穂村が町制施行・改称して下吉田町となる。（2町22村）
- 昭和17年（1942年）
  - 4月1日 - 三吉村・開地村が谷村町に編入。（2町20村）
  - 7月8日 - 西湖村・長浜村が合併して西浜村が発足。（2町19村）
- 昭和22年（1947年）11月23日 - 福地村が町制施行・改称して富士上吉田町となる。（3町18村）
- 昭和23年（1948年）5月3日 - 明見村が町制施行して明見町となる。（4町17村）
- 昭和26年（1951年）3月20日 - 富士上吉田町・明見町・下吉田町が合併して富士吉田市が発足し、郡より離脱。（1町17村）
- 昭和27年（1952年）9月15日 - 西桂村が町制施行して西桂町となる。（2町16村）
- 昭和29年（1954年）4月29日 - 谷村町・宝村・盛里村・禾生村・東桂村が合併して都留市が発足し、郡より離脱。（1町12村）
- 昭和30年（1955年）4月10日 - 西浜村・大嵐村が合併して足和田村が発足。（1町11村）
- 昭和31年（1956年）9月30日 - 小立村・船津村・河口村・大石村が合併して河口湖町が発足。（2町7村）
- 昭和35年（1960年）1月1日 - 西桂町の一部（上暮地）が富士吉田市に編入。
- 昭和40年（1965年）1月1日 - 中野村が山中湖村に改称。
- 平成15年（2003年）11月15日 - 河口湖町・勝山村・足和田村が合併して富士河口湖町が発足。（2町5村）
- 平成17年（2005年）2月13日 - 秋山村が北都留郡上野原町と合併して上野原市が発足し、郡より離脱。（2町4村）
- 平成18年（2006年）3月1日 - 富士河口湖町が西八代郡上九一色村の一部（精進・本栖・富士ヶ嶺）を編入。

### 変遷表
|                             | 明治22年10月1日                                   | 明治22年 - 大正15年        | 昭和元年 - 昭和25年                    | 昭和26年 - 昭和29年        | 昭和30年 - 昭和64年             | 平成元年 - 現在                | 現在                              |
| --------------------------- | ------------------------------------------------- | -------------------------- | -------------------------------------- | -------------------------- | ------------------------------- | ------------------------------ | --------------------------------- |
|                             | 谷村                                              | 明治29年3月7日 町制 谷村町 | 谷村町                                 | 昭和29年4月29日 都留市     | 都留市                          | 都留市                         | 都留市                            |
|                             | 三吉村                                            | 三吉村                     | 昭和17年4月1日 谷村町に編入            | 昭和29年4月29日 都留市     | 都留市                          | 都留市                         | 都留市                            |
|                             | 開地村                                            | 開地村                     | 昭和17年4月1日 谷村町に編入            | 昭和29年4月29日 都留市     | 都留市                          | 都留市                         | 都留市                            |
|                             | 宝村                                              | 宝村                       | 宝村                                   | 昭和29年4月29日 都留市     | 都留市                          | 都留市                         | 都留市                            |
|                             | 盛里村                                            | 盛里村                     | 盛里村                                 | 昭和29年4月29日 都留市     | 都留市                          | 都留市                         | 都留市                            |
|                             | 禾生村                                            | 禾生村                     | 禾生村                                 | 昭和29年4月29日 都留市     | 都留市                          | 都留市                         | 都留市                            |
|                             | 桂村                                              | 明治26年6月3日 東桂村      | 東桂村                                 | 昭和29年4月29日 都留市     | 都留市                          | 都留市                         | 都留市                            |
|                             | 桂村                                              | 明治26年6月3日 西桂村      | 西桂村                                 | 昭和27年9月15日 町制       | 西桂町                          | 西桂町                         | 西桂町                            |
|                             | 桂村                                              | 明治26年6月3日 西桂村      | 西桂村                                 | 昭和27年9月15日 町制       | 昭和35年1月1日 富士吉田市に編入 | 富士吉田市                     | 富士吉田市                        |
|                             | 瑞穂村                                            | 瑞穂村                     | 昭和14年8月1日 町制改称 下吉田町       | 昭和26年3月20日 富士吉田市 | 富士吉田市                      | 富士吉田市                     | 富士吉田市                        |
|                             | 福地村                                            | 福地村                     | 昭和22年11月23日 町制改称 富士上吉田町 | 昭和26年3月20日 富士吉田市 | 富士吉田市                      | 富士吉田市                     | 富士吉田市                        |
|                             | 明見村                                            | 明見村                     | 昭和23年5月3日 町制                    | 昭和26年3月20日 富士吉田市 | 富士吉田市                      | 富士吉田市                     | 富士吉田市                        |
|                             | 忍野村                                            | 忍野村                     | 忍野村                                 | 忍野村                     | 忍野村                          | 忍野村                         | 忍野村                            |
|                             | 道志村                                            | 道志村                     | 道志村                                 | 道志村                     | 道志村                          | 道志村                         | 道志村                            |
|                             | 中野村                                            | 中野村                     | 中野村                                 | 中野村                     | 昭和40年1月1日 改称 山中湖村    | 山中湖村                       | 山中湖村                          |
|                             | 鳴沢村                                            | 鳴沢村                     | 鳴沢村                                 | 鳴沢村                     | 鳴沢村                          | 鳴沢村                         | 鳴沢村                            |
| 明治32年5月17日 分立 大嵐村 | 鳴沢村                                            | 大嵐村                     | 大嵐村                                 | 昭和30年4月10日 足和田村   | 平成15年11月15日 富士河口湖町   | 富士河口湖町                   |                                   |
|                             | 西湖村                                            | 西湖村                     | 昭和17年7月8日 西浜村                  | 昭和30年4月10日 足和田村   | 平成15年11月15日 富士河口湖町   | 富士河口湖町                   | 西浜村                            |
| 明治25年4月1日 分立 長浜村  | 西湖村                                            |                            | 昭和17年7月8日 西浜村                  | 昭和30年4月10日 足和田村   | 平成15年11月15日 富士河口湖町   | 富士河口湖町                   | 西浜村                            |
|                             | 船津村                                            | 船津村                     | 船津村                                 | 船津村                     | 平成15年11月15日 富士河口湖町   | 富士河口湖町                   | 昭和31年9月30日 河口湖町          |
|                             | 小立村                                            | 小立村                     | 小立村                                 | 小立村                     | 平成15年11月15日 富士河口湖町   | 富士河口湖町                   | 昭和31年9月30日 河口湖町          |
|                             | 河口村                                            | 河口村                     | 河口村                                 | 河口村                     | 平成15年11月15日 富士河口湖町   | 富士河口湖町                   | 昭和31年9月30日 河口湖町          |
|                             | 大石村                                            | 大石村                     | 大石村                                 | 大石村                     | 平成15年11月15日 富士河口湖町   | 富士河口湖町                   | 昭和31年9月30日 河口湖町          |
|                             | 勝山村                                            | 勝山村                     | 勝山村                                 | 勝山村                     | 平成15年11月15日 富士河口湖町   | 富士河口湖町                   | 勝山村                            |
|                             | 西八代郡上九一色村の一部 （精進・本栖・富士ヶ嶺） | 西八代郡 上九一色村の一部  | 西八代郡 上九一色村の一部              | 西八代郡 上九一色村の一部  | 西八代郡 上九一色村の一部       | 富士河口湖町                   | 平成18年3月1日 富士河口湖町に編入 |
|                             | 秋山村                                            | 秋山村                     | 秋山村                                 | 秋山村                     | 秋山村                          | 平成17年2月13日 上野原市の一部 | 上野原市                          |

## 行政
歴代郡長
| 代 | 氏名       | 就任年月日                 | 退任年月日                | 備考                   |
| -- | ---------- | -------------------------- | ------------------------- | ---------------------- |
| 1  |            | 明治11年（1878年）12月19日 |                           |                        |
|    | 飯田知房   |                            | 明治45年（1912年）5月24日 |                        |
|    | 宮沢壮兵衛 | 明治45年（1912年）5月24日  |                           |                        |
|    |            |                            | 大正15年（1926年）6月30日 | 郡役所廃止により、廃官 |